# ويد بوين
ويد بوين (بالإنجليزية: Wade Bowen)‏ هو مغن مؤلف ومغني أمريكي، ولد في 1977.

## وصلات خارجية
- الموقع الرسمي
- ويد بوين على موقع ميوزك برينز (الإنجليزية)
- ويد بوين على موقع أول ميوزيك (الإنجليزية)
- ويد بوين على موقع ديسكوغز (الإنجليزية)